# Seco de chabelo
El seco de chabelo es un plato típico peruano, concretamente de la región de Piura, donde es considerado el seco más característico de su gastronomía.

## Nombre
El seco de chabelo (con esta grafía es escrito en dos libros de Vargas Llosa), algunas veces denominado seco de chavelo: Se cree que el origen del nombre de este seco proviene del nombre de pila de su creador, un tal Chavelo.

## Descripción
El seco de chabelo es algunas veces servido a modo de piqueo.  Se compone de plátano verde cocido en agua o asado a las brasas que luego se maja en mortero y se combina con carne de res asada o seca (cecina), aderezándose con ají, tomate, cebolla y, como todos los secos, con un ingrediente ácido, en este caso chicha de jora. Se acompaña con papas cocidas, arroz y diversas salsas. También se puede reemplazar la carne por marisco.